# Liste des musées du Surrey
Cette liste des musées du Surrey, Angleterre contient des musées qui sont définis dans ce contexte comme des institutions (y compris des organismes sans but lucratif, des entités gouvernementales et des entreprises privées) qui recueillent et soignent des objets d'intérêt culturel, artistique, scientifique ou historique. leurs collections ou expositions connexes disponibles pour la consultation publique. Sont également inclus les galeries d'art à but non lucratif et les galeries d'art universitaires. Les musées virtuels ne sont pas inclus.

## Musées
| Army Medical Services Museum                                             |  | Mytchett (en)       | Surrey Heath         | Medical           | Uniformes et insignes, équipements médicaux, dentaires et vétérinaires, ambulances, des médailles du Royal Army Medical Corps, Queen Alexandra's Royal Army Nursing Corps, Royal Army Veterinary Corps et du Royal Army Dental Corps (en)       | Ash Museum |  | Ash | Guildford | Local | Histoire locale |
| Basingstoke Canal Visitor Centre                                         |  | Mytchett (en)       | Surrey Heath         | Transport         | website, affiche sur l'histoire du Basingstoke Canal, modèle de serrure interactive, affichage vidéo et réplique de la cabine de la barge |            |  |     |           |       |                 |
| Bourne Hall Museum                                                       |  | Ewell               | Epsom and Ewell      | Local             | Histoire locale |            |  |     |           |       |                 |
| Brooklands Museum                                                        |  | Weybridge           | Elmbridge            | Transport         | L’histoire de Brooklands, un circuit de course automobile et un aérodrome, comprend des automobiles, des voitures de course, des motos, des vélos, des avions; comprend l'entrée au London Bus Museum                                           |            |  |     |           |       |                 |
| Chertsey Museum                                                          |  | Chertsey            | Runnymede            | Local             | Histoire locale, archéologie, histoire de Chertsey Abbey, beaux-arts et arts décoratifs, costumes et textiles, histoire sociale |            |  |     |           |       |                 |
| Chobham Museum                                                           |  | Chobham             | Surrey Heath         | Local             | Histoire locale |            |  |     |           |       |                 |
| Clandon Park                                                             |  | West Clandon        | Guildford            | Maison historique | Géré par le National Trust, manoir palladien du XVIIIe siècle avec une collection de meubles, de porcelaine et de textiles du XVIIIe siècle, le jardin abrite un lieu de réunion Māori                                                          |            |  |     |           |       |                 |
| Crafts Study Centre                                                      |  | Farnham             | Waverley             | Art               | Artisanat contemporain |            |  |     |           |       |                 |
| Cranleigh Arts Centre                                                    |  | Cranleigh           | Waverley             | Art               | website, centre des arts avec galerie d'exposition |            |  |     |           |       |                 |
| Dapdune Wharf                                                            |  | Guildford           | Guildford            | Maritime          | Géré par le National Trust, le centre d'accueil présente des expositions sur les navigations et les barges à Wey and Godalming Navigations |            |  |     |           |       |                 |
| Dorking Museum                                                           |  | Dorking             | Mole Valley          | Local             | website, histoire locale |            |  |     |           |       |                 |
| East Surrey Museum                                                       |  | Caterham            | Tandridge            | Local             | website, histoire locale, histoire sociale, géologie, archéologie |            |  |     |           |       |                 |
| Egham Museum                                                             |  | Egham               | Runnymede            | Local             | website, histoire locale |            |  |     |           |       |                 |
| Farnham Castle - Keep & Bishop's Palace                                  |  | Farnham             | Waverley             | Maison historique | Visites du palais épiscopal médiéval et visites du donjon |            |  |     |           |       |                 |
| Gatwick Aviation Museum                                                  |  | Charlwood           | Mole Valley          | Aviation          | Avions, moteurs d'avion et plus de 500 modèles d'avion |            |  |     |           |       |                 |
| Godalming Museum                                                         |  | Godalming           | Waverley             | Multiple          | website, histoire locale, culture, art, artisanat |            |  |     |           |       |                 |
| Guildford Castle                                                         |  | Guildford           | Guildford            | Maison historique | |            |  |     |           |       |                 |
| Guildford House                                                          |  | Guildford           | Guildford            | Art               | Maison de ville du XVIIe siècle avec galerie d'art |            |  |     |           |       |                 |
| Guildford Museum                                                         |  | Guildford           | Guildford            | Multiple          | Installées dans la guérite du Guildford Castle, les expositions incluent de l'archéologie, de l'histoire locale et sociale, des travaux d'aiguille                                                                                              |            |  |     |           |       |                 |
| Haslemere Educational Museum                                             |  | Haslemere           | Waverley             | Multiple          | Histoire naturelle, géologie, histoire humaine, ethnographie |            |  |     |           |       |                 |
| Hatchlands Park                                                          |  | East Clandon        | Guildford            | Maison historique | Géré par le National Trust, maison de campagne du XVIIIe siècle à la décoration nautique de Robert Adam, abritant la collection Cobbe d'instruments à clavier historiques                                                                       |            |  |     |           |       |                 |
| Holmesdale Natural History Museum                                        |  | Reigate             | Reigate and Banstead | Histoire naturel  | website, histoire naturelle, archéologie, histoire locale, géré par le Holmesdale Natural History Club |            |  |     |           |       |                 |
| The Homewood                                                             |  | Esher               | Elmbridge            | Maison historique | Géré par le National Trust, maison et jardin modernistes du XXe siècle conçus par l'architecte Patrick Gwynne |            |  |     |           |       |                 |
| Kempton Park Steam Engines                                               |  | Kempton Park        | Spelthorne           | Technologie       | Deux grands moteurs à vapeur à triple expansion |            |  |     |           |       |                 |
| Leatherhead Museum of Local History                                      |  | Leatherhead         | Mole Valley          | Local             | website, histoire locale |            |  |     |           |       |                 |
| Lewis Elton Gallery                                                      |  | Guildford           | Guildford            | Art               | Galerie d'art sur le campus de l'University of Surrey's, qui accueille des expositions, des conférences et des événements tels que sculptures, peintures et photographies.                                                                      |            |  |     |           |       |                 |
| The Lightbox                                                             |  | Woking              | Woking               | Multiple          | Art, histoire locale, expositions de science et de nature |            |  |     |           |       |                 |
| London Bus Museum                                                        |  | Weybridge           | Elmbridge            | Transport         | Les bus historiques de Londres et les véhicules et souvenirs associés. Maintenant situé dans l'enceinte du Brooklands Museum vous obtenez donc le Brooklands et le musée du bus pour un seul droit d'entrée. Anciennement le Cobham Bus Museum. |            |  |     |           |       |                 |
| Loseley Park                                                             |  | Compton             | Guildford            | Maison historique | Manoir du XVIe siècle |            |  |     |           |       |                 |
| Mercedes-Benz World                                                      |  | Weybridge           | Elmbridge            | Automobile        | Expositions de voitures, installation sur le circuit automobile de Brooklands |            |  |     |           |       |                 |
| Museum of Farnham                                                        |  | Farnham             | Waverley             | Local             | website, histoire locale, culture, patrimoine artistique, histoire sociale |            |  |     |           |       |                 |
| Museum of the National Rifle Association                                 |  | Bisley              | Surrey Heath         | Sports            | website, carabines, trophées sportifs, géré par la National Rifle Association of the United Kingdom |            |  |     |           |       |                 |
| Oakhurst Cottage                                                         |  | Hambledon           | Waverley             | Maison historique | Exploité par le National Trust, demeure de manœuvre restaurée et meublée reflétant quatre siècles de propriété, ouvert sur rendez-vous uniquement                                                                                               |            |  |     |           |       |                 |
| Polesden Lacey                                                           |  | Great Bookham       | Mole Valley          | Maison historique | Exploité par le National Trust, maison d'époque édouardienne avec une collection de peintures raffinées, de meubles, de porcelaine et d'argent, de jardins et de sols                                                                           |            |  |     |           |       |                 |
| Reigate Priory Museum                                                    |  | Reigate             | Reigate and Banstead | Local             | website, histoire locale, culture |            |  |     |           |       |                 |
| Royal Holloway, University of London Picture Gallery and Art Collections |  | Egham               | Runnymede            | Art               | Présente des peintures, des sculptures, des estampes, des dessins et des aquarelles de renommée mondiale d'artistes divers, dont William Powell Frith, John Everett Millais et Edward Burne-Jones                                               |            |  |     |           |       |                 |
| Royal Logistic Corps Museum                                              |  | Camberley           | Surrey Heath         | Militaire         | Artefacts et souvenirs du régiment, y compris les véhicules de transport et les objets utilisés pour transporter, nourrir et armer les soldats                                                                                                  |            |  |     |           |       |                 |
| Rural Life Centre                                                        |  | Tilford             | Waverley             | Open air          | Affichage de la vie rurale, y compris domestique, agriculture et métiers |            |  |     |           |       |                 |
| Send & Ripley Museum                                                     |  | Ripley              | Guildford            | Local             | website, histoire locale |            |  |     |           |       |                 |
| Shalford Mill                                                            |  | Shalford            | Guildford            | Mill              | Géré par le National Trust, moulin à eau du XVIIIe siècle |            |  |     |           |       |                 |
| Shere Museum                                                             |  | Shere               | Guildford            | Local             | website, histoire locale |            |  |     |           |       |                 |
| Spelthorne Museum                                                        |  | Staines-upon-Thames | Spelthorne           | Local             | website, histoire locale |            |  |     |           |       |                 |
| Spike Heritage Centre                                                    |  | Guildford           | Guildford            | Local             | website, histoire de l'ancien site de l'atelier et histoire sociale de la région |            |  |     |           |       |                 |
| Surrey Fire Museum                                                       |  | Reigate             | Reigate and Banstead | Pompier           | website, ouvert sur rendez-vous |            |  |     |           |       |                 |
| Surrey Heath Museum                                                      |  | Surrey Heath        | Surrey Heath         | Local             | website, histoire locale, culture |            |  |     |           |       |                 |
| Surrey Infantry Museum                                                   |  | West Clandon        | Guildford            | Militaire         | Objets et souvenirs du régiment, situés au Clandon Park |            |  |     |           |       |                 |
| Surrey Police Museum                                                     |  | Guildford           | Guildford            | Police            | website, ouvert sur rendez-vous |            |  |     |           |       |                 |
| Titsey Place                                                             |  | Oxted               | Tandridge            | Maison historique | Maison de campagne du XIXe siècle, jardin et parc |            |  |     |           |       |                 |
| Watts Gallery                                                            |  | Compton             | Guildford            | Art               | Caractéristiques du travail du peintre et sculpteur de l'ère victorienne George Frederic Watts |            |  |     |           |       |                 |

## Musées fermés
- Elmbridge Museum, Elmbridge, website, site de musée fermé en 2014, propose des expositions itinérantes et des programmes "museum without walls"
- Haxted Watermill, maintenant une brasserie
- Royal Earlswood Museum, Redhill, collections maintenant au Langdon Down Museum of Learning Disability